# Flèche sportive de Menzel Horr
La Flèche sportive de Menzel Horr (arabe : السهم الرياضي بمنزل حر) est un club tunisien de handball fondé en 1966.
Basé à Menzel Horr (délégation de Menzel Temime dans le gouvernorat de Nabeul), le club a assuré sa première accession en division nationale A à l’issue de la saison 2015-2016.

## Histoire
Créé en 1966, le club s’est limité aux catégories des jeunes avec des apparitions irrégulières. En 1981, le club engage une équipe senior qui évolue en troisième division. À partir de 2014, et grâce à l’abnégation de son président Naoufel Horri, le club monte en division nationale B, avant de réussir en 2015-2016 à terminer en seconde position et à accéder en division nationale A.